# 프로젝트 S (영화)
프로젝트 S(超級計劃, Project S)는 홍콩에서 제작된 당계례 감독의 1993년 영화이다. 양자경 등이 주연으로 출연하였고 소효량 등이 제작에 참여하였다.

## 출연

### 주연
- 양자경
- 우영광
- 주화건
- 주인
- 오시마 유카리

### 조연
- 번소황
- 동표
- 적위
- 임보이
- 설춘위
- 진미기

## 제작진
- 프로듀서: 하관창
- 미술: 왕세민

## 한국어 더빙 성우진(KBS, 2000년 1월 29일)
- 최덕희 - 양건화 (양자경)
- 김준 - 정봉 (우영광)
- 이선 - 아화
- 황원
- 문영래
- 김수경
- 윤병화
- 장승길
- 서문석
- 홍승섭
- 김일
- 김관진
- 장호비